# Ashes of Hope (film 1914)
Ashes of Hope è un cortometraggio muto del 1914. Il nome del regista non viene riportato nei credit del film prodotto dalla Essanay.

## Trama
Un ex ballerina, accusata di omicidio, si trova alla mercé di un procuratore distrettuale del quale, tempo prima, aveva rifiutato le avances.

## Produzione
Il film fu prodotto dalla Essanay Film Manufacturing Company. Venne girato a Chicago, dove la casa di produzione aveva la sua sede principale.

## Distribuzione
Distribuito dalla General Film Company, il film - un cortometraggio di due bobine - uscì nelle sale cinematografiche USA il 15 maggio 1914.